# Gecekondu

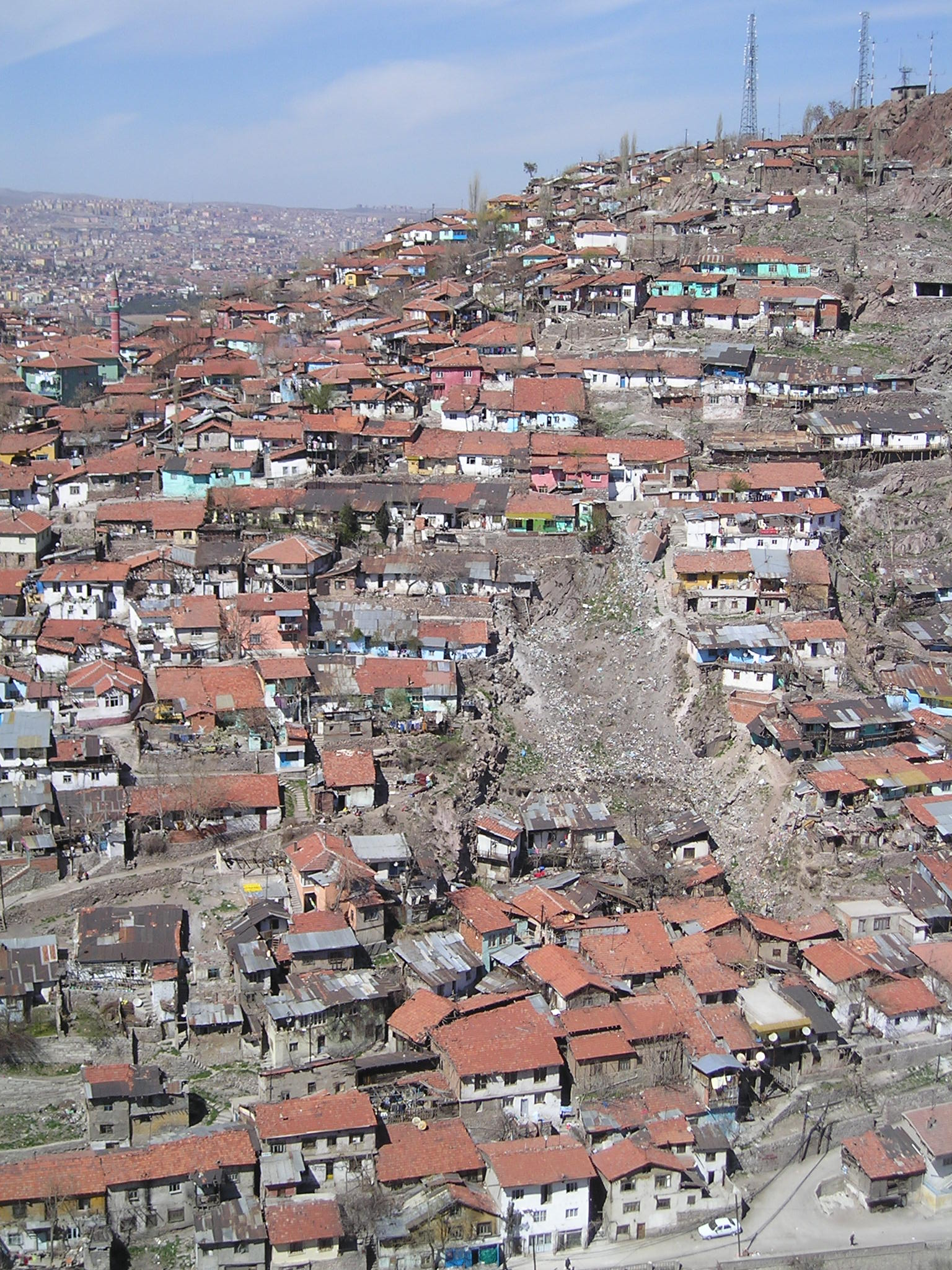
Osiedle domów gecekondu w Ankarze

Gecekondu (liczba mnoga gecekondular) jest to tureckie słowo oznaczające dom przygotowany szybko, bez odpowiednich uprawnień, dom postawiony w jedną noc, "bieda-dom". 
W mowie potocznej odnosi się do niskich kosztów kamienic i domów, które zostały wykonane w bardzo krótkim czasie przez osoby migrujące z obszarów wiejskich na obrzeżach dużych miast. 
Pisał o tym Robert Neuwirth w książce Shadow Cities: A Billion Squatters, A New Urban World
Wspominał o niej także Orhan Pamuk w powieści Śnieg.